# Liste von Mitgliedern der Atlantik-Brücke
Die Mitgliedschaft in der Atlantik-Brücke ist nur durch Nominierung und Kooptation durch den Vorstand möglich. Am 1. Juni 2010 hatte die Atlantik-Brücke 493 Mitglieder, davon 252 aus der Wirtschaft, 82 aus der Politik, 40 aus den Medien, 27 aus der Wissenschaft, 14 aus Verbänden, Gewerkschaften und Stiftungen und 78 aus freien Berufsgruppen.

## Gründungsmitglieder
| Name                      | Funktionen und Mitgliedschaften |
| ------------------------- | --- |
| Eric M. Warburg           | Privatbanken M.M.Warburg & CO & E.M. Warburg, Pincus & Co., 1941–1945 Offizier US-Army |
| Ernst Friedländer         | 1929–1931 Co-Direktor I.G. Farben/Agfa, USA, 1934–1945 Exil in Liechtenstein, 1946–1950 stellvertretender Chefredakteur Die Zeit, 1954–1957 Präsident Europa-Union Deutschland                                                                                             |
| Erik Blumenfeld           | 1961–1980 MdB, 1973–1989 MdEP, 1977–1991 Präsident Deutsch-Israelische Gesellschaft |
| Gotthard von Falkenhausen | Seniorchef Privat- und Transaktionsbank HSBC Trinkaus & Burkhardt AG, 1960–1970 Präsident/Vizepräsident Industrie- und Handelskammer, 1960–1967 Präsident Bundesverbandes deutscher Banken (BdB)                                                                           |
| Albert Schäfer            | 1933–1946 Vorstandsvorsitzender der Phoenix-Gummiwerke AG, 1951–1954 Präsident des Deutschen Industrie- und Handelstages |
| Hans Karl von Borries     | Hamburger Schifffahrtsunternehmer |
| Marion Gräfin Dönhoff     | Chefredakteurin / Mitherausgeberin Die Zeit, 1955 Mitglied Forschungsausschuss zur Gründung der DGAP, Gründungsmitglied Aspen-Institute Berlin |
| John J. McCloy            | (kein offizielles Gründungsmitglied, gilt jedoch mit Warburg als Hauptinitiator der Atlantik-Brücke) 1947–1949 Präsident Weltbank, 1949–1952 Hoher Kommissar für die BRD, 1953–1960 Vorstandsvorsitz Chase Manhattan Bank, 1953–1970 Direktor Council on Foreign Relations |

## Vorstand
Stand: Dezember 2020
| Name                             | Funktion                       | weitere Tätigkeiten und Mitgliedschaften |
| -------------------------------- | ------------------------------ | --- |
| Sigmar Gabriel                   | Vorsitzender                   | SPD, ehemaliger Bundesvorsitzender der SPD, Vizekanzler, Bundesminister des Auswärtigen, Bundesminister für Wirtschaft und Energie, Bundesminister für Umwelt, Naturschutz und Reaktorsicherheit, Vorsitzender der SPD-Fraktion im Deutschen Bundestag, Ministerpräsident von Niedersachsen, Mitglied des Niedersächsischen Landtages |
| Norbert Röttgen                  | stellvertretender Vorsitzender | CDU, Bundesminister a. D., MdB, Vorsitzender des Auswärtigen Ausschusses des Deutschen Bundestages |
| Michael Hüther                   | stellvertretender Vorsitzender | Wirtschaftsforscher und Direktor des Instituts der deutschen Wirtschaft Köln |
| Ute Wolf                         | Schatzmeisterin                | Finanzvorstand, Evonik Industries, Essen |
| David Deißner                    | Geschäftsführer                | |
| Kai Diekmann                     | Vorstandsmitglied              | ehem. Gesamtherausgeber BILD-Gruppe, ehem. Chefredakteur Bild, Bild am Sonntag |
| Andreas Raymond Dombret          | Vorstandsmitglied              | Oliver Wyman, New York; Mitglied a. D. des Vorstands der Deutschen Bundesbank |
| Angelika Gifford                 | Vorstandsmitglied              | Facebook, München |
| Jürgen Großmann                  | Vorstandsmitglied              | ehemaliger Vorstandsvorsitzender RWE AG, Aufsichts-/Beirat u. a. Deutsche Bahn AG, Volkswagen AG, British American Tobacco, Mitglied American Council on Germany |
| Reiner Hoffmann                  | Vorstandsmitglied              | Vorsitzender des Deutschen Gewerkschaftsbundes (DGB) |
| Wolfgang Ischinger               | Vorstandsmitglied              | Vorsitzender der Münchner Sicherheitskonferenz, Global Head of Government Relations und Aufsichtsratsmitglied Allianz SE, Mitglied Trilaterale Kommission, Council ECFR, American Academy Berlin, American Jewish Committee, Stiftung Wissenschaft und Politik                                                                        |
| Alexander Graf Lambsdorff        | Vorstandsmitglied              | FDP, ehemaliger MdB, Deutscher Botschafter in Russland (seit 2023), ehemaliges MdEP, Europ. Parlament, Mitglied Ausschuss für auswärtige Angelegenheiten, DGAP, Council ECFR, Gründungsmitglied Atlantische Initiative, Mitglied im Beirat des American Jewish Committee                                                              |
| Christian Lange                  | Vorstandsmitglied              | SPD, Parlamentarischer Geschäftsführer der SPD-Bundestagsfraktion, Parlamentarischer Staatssekretär beim Bundesminister der Justiz und für Verbraucherschutz |
| Eveline Metzen                   | Vorstandsmitglied              | American Chamber of Commerce in Germany, Frankfurt am Main |
| James von Moltke                 | Vorstandsmitglied              | Deutsche Bank |
| Omid Nouripour                   | Vorstandsmitglied              | MdB, Bündnis 90/Die Grünen, stellvertretendes Mitglied Auswärtiger Ausschuss |
| Julie Linn Teigland              | Vorstandsmitglied              | Ernst & Young Wirtschaftsprüfungsgesellschaft, Mannheim |
| Anahita Thoms                    | Vorstandsmitglied              | Baker & McKenzie, Düsseldorf |
| Friederike von Tiesenhausen Cave | Vorstandsmitglied              | Bloomberg, London |
| Karsten Uhlmann                  | Vorstandsmitglied              | Leiter der Frankfurter Brauhaus GmbH |
| Nagila Warburg                   | Vorstandsmitglied              | Stiftung Warburg Archiv, Hamburg |
| Michael Werz                     | Vorstandsmitglied              | Center for American Progress, Washington D.C. |

## Mitglieder (Auswahl)
| Name                    | Funktionen und Mitgliedschaften | Quelle:       |
| ----------------------- | --- | ------------- |
| Angela Merkel           | CDU, 2005–2021 Bundeskanzlerin, 2000–2018 Bundesvorsitzende der CDU | [ 7 ]         |
| Philipp Rösler          | FDP, 2009–2011 Bundesminister für Gesundheit, 2011–2013 Bundesminister für Wirtschaft und Technologie und deutscher Vizekanzler sowie Bundesvorsitzender der FDP | [ 8 ]         |
| Sigmar Gabriel          | SPD, 2009–2017 Parteivorsitzender, 2017–2018 Bundesaußenminister und Vizekanzler, 2013–2017 Bundesminister für Wirtschaft und Energie, 2005–2009 Bundesminister für Umwelt, Naturschutz und Reaktorsicherheit, 1999–2003 Ministerpräsident von Niedersachsen | [ 9 ]         |
| Stefan Liebich          | Die Linke, (bis Ende 2018), seit 2009 Mitglied des Deutschen Bundestages, ADFC, Deutsche Gesellschaft für Auswärtige Politik e. V., Deutsch-Israelische Gesellschaft e. V., Gemeinschaft der Förderer von Tierpark Berlin und Zoologischem Garten Berlin, Helle Panke – Rosa-Luxemburg-Stiftung Berlin, Help – Hilfe zur Selbsthilfe (Vorstandsmitglied), Mauerpark Stiftung Welt-BürgerPark, Solidaritätsdienst International, ver.di, Verein für Pankow, Volkssolidarität, Wissenschaftliches Beratungsgremium des BStU                                                        | [ 10 ]        |
| Patrick Döring          | FDP, 2012–2013 FDP-Generalsekretär | [ 11 ]        |
| Dorothee Bär            | CSU, stellv. Generalsekretärin CSU, Mitglied des Programmausschusses RTL Television | [ 12 ]        |
| Markus Blume            | CSU, seit 2008 Abgeordneter im Bayerischen Landtag | [ 13 ]        |
| Friedbert Pflüger       | EVP, CDU, MdEP, Leiter des Rohstoff-Arbeitskreises der Atlantik-Brücke, Direktor des European Centre for Energy and Resource Security (EUCERS) | [ 14 ]        |
| Joachim Pfeiffer        | CDU, MdB, wirtschaftspolitischer Sprecher CDU/CSU-Bundestagsfraktion. | [ 15 ]        |
| Karl-Heinz Paqué        | FDP, seit 2007 stellvertretender Vorsitz Bundesfachausschuss Wirtschaft, Initiative Neue Soziale Marktwirtschaft | [ 16 ]        |
| Karsten Voigt           | SPD, 1999–2010 Koordinator der Bundesregierung für deutsch-amerikanische Zusammenarbeit, Aspen-Institute Berlin, Atlantische Initiative, Gewerkschaft Erziehung und Wissenschaft, International Institute for Strategic Studies, Stiftungsrat der Stiftung Wissenschaft und Politik, Vorstand des Deutsch-russischen Forums | [ 17 ] [ 18 ] |
| Christian Lindner       | FDP-Parteivorsitzender, Bundesminister für Finanzen | [ 19 ]        |
| Claus Kleber            | Moderator und Leiter der ZDF-Nachrichtenredaktion, Kuratoriumsmitglied der Stiftung Atlantik-Brücke | [ 20 ]        |
| Tasso Enzweiler         | von 2002 bis 2006 Geschäftsführer der INSM, von 1992 bis 2002 arbeitete Enzweiler als Wirtschaftsjournalist bei verschiedenen Printmedien: manager magazin, Capital, Die Welt und zuletzt als Chefreporter der Financial Times Deutschland und als Gastkommentator des Handelsblatt; April 2006 bis Mitte 2011 Managing Director Kommunikationsberatung Hering Schuppener Consulting, seit Juli 2011 Geschäftsführer Kommunikationsberatung Ketchum Pleon Düsseldorf, Alumni der Arthur F. Bruns-Fellowship, Empfänger des European Excellence Award, PR-Award und Politik-Award | [ 21 ]        |
| Stefan Kornelius        | Leiter des Ressorts Außenpolitik Süddeutsche Zeitung, Deutsch-Russisches Forum, moderiert Veranstaltungen der Atlantik-Brücke | [ 22 ]        |
| Jan Fleischhauer        | Freier Autor, Buchautor | [ 23 ]        |
| Sonja Lahnstein-Kandel  | IWF, Weltbank, Bertelsmann AG, Step21 | [ 24 ]        |
| Martin Winterkorn       | Volkswagen AG (Vorstandsvorsitz) und Porsche Automobil Holding (Aufsichtsrat) von 2009 bis 2015, ehem. Aufsichtsrat Infineon, Aufsichtsrat FC Bayern München AG | [ 25 ]        |
| John Christian Kornblum | ehemaliger US-Botschafter in Deutschland, Investmentbank Lazard, American Academy, DGAP, Atlantische Initiative | [ 26 ] [ 27 ] |
| Birgit Breuel           | Präsidentin der Treuhandanstalt, Generalkommissarin der Expo 2000, ehemaliges Kuratoriumsmitglied der Atlantik-Brücke | [ 28 ]        |
| Max Otte                | ein deutsch-US-amerikanischer Ökonom, Autor und Publizist. Im Januar 2022 trat er als Kandidat zur Bundespräsidentenwahl 2022 an |               |
| Max Strauß              | Jurist, ältester Sohn des ehemaligen bayerischen Ministerpräsidenten und CSU-Vorsitzenden Franz Josef Strauß | [ 29 ]        |
| Michael Hüther          | Wirtschaftswissenschaftler, Direktor Institut der deutschen Wirtschaft, Kurator INSM | [ 30 ]        |
| Michael Werz            | Senior Fellow des Center for American Progress | [ 31 ]        |
| Chantal Kopf            | Bündnis 90/Die Grünen, seit 2021 Abgeordnete im Deutschen Bundestag, Wahlkreis Freiburg | [ 32 ]        |

## Frühere Mitglieder (Auswahl)
| Name                                                  | Funktionen und Mitgliedschaften | Quelle:       |
| ----------------------------------------------------- | --- | ------------- |
| Carlo Schmid                                          | SPD, Vater des Grundgesetzes und Godesberger Programms der SPD, 1966 bis 1969 Bundesratsminister, | [ 33 ] [ 34 ] |
| Kurt Georg Kiesinger                                  | CDU, 3. Bundeskanzler der Bundesrepublik Deutschland | [ 33 ]        |
| Karl Schiller                                         | SPD, von 1966 bis 1972 Bundesminister für Wirtschaft und von 1971 bis 1972 zusätzlich Bundesminister der Finanzen | [ 35 ]        |
| Carl Friedrich von Weizsäcker                         | Kernphysiker, Friedensforscher | [ 35 ]        |
| Max Horkheimer                                        | Sozialphilosoph, führender Kopf der Frankfurter Schule, Galionsfigur der 68er-Bewegung | [ 35 ]        |
| Axel Springer                                         | Gründer der Axel Springer AG (Bild, Bild am Sonntag, Die Welt, Ullstein Verlag) | [ 33 ]        |
| Friedrich Carl Freiherr von Oppenheim                 | Vorstandsvorsitzender Sal. Oppenheim | [ 36 ]        |
| Joachim Zahn                                          | Vorstandsvorsitzender der Daimler-Benz AG, Ehrenmitglied im Präsidium des BDI, Mitglied der Trilateralen Kommission | [ 36 ]        |
| Otto Wolff von Amerongen                              | Otto-Wolff-Konzern, heute ThyssenKrupp AG | [ 33 ]        |
| Hans Constantin Boden                                 | seit 1929 Aufsichtsratsmitglied bei AEG, Telefunken, Esso AG, Deutsche Werft AG, Mannesmann, der Dresdner Bank, ab 1956 Vorstandsvorsitzender der AEG                                                                                             | [ 35 ]        |
| Kurt Hansen                                           | ehemaliges NSDAP-Mitglied, war seit 1936 für die I.G. Farben tätig, von 1961 bis 1974 Vorstandsvorsitzender der Bayer AG in Leverkusen | [ 35 ]        |
| Hans-Günther Sohl                                     | ehemaliges NSDAP-Mitglied, ab 1935 Leiter Ressort Rohstoff der Friedrich Krupp AG, ab 1942 Wehrwirtschaftsführer, 1953–1973 Vorstandsvorsitz der Thyssen AG, von 1972 bis 1976 Vorsitzender des Bundesverband der Deutschen Industrie e. V. (BDI) | [ 35 ]        |
| Kurt Birrenbach                                       | ab 1954 Vorsitzender des Aufsichtsrates der Thyssen AG, Vizepräsident der Europa-Union, Präsident/Ehrenpräsident DGAP, Mitglied Trilaterale Kommission                                                                                            | [ 37 ]        |
| Konrad Henkel                                         | Vorstandsvorsitzender des Henkel-Konzerns, Präsident des Verbands der Chemischen Industrie | [ 36 ]        |
| Otto Graf Lambsdorff                                  | FDP, HSBC Trinkaus, 1992–2001 European Chairman Trilateralen Kommission, seit 2002 Ehrenpräsident Trilaterale Kommission | [ 38 ]        |
| Casimir Johannes Prinz zu Sayn-Wittgenstein-Berleburg | Gründer des World Wildlife Fund | [ 39 ]        |
| Karl Heinz Beckurts                                   | ehemaliger Vorstand der Atlantik-Brücke, Neutronenphysiker, Forschungsvorstand der Siemens AG, 1986 Opfer eines Terroranschlages | [ 40 ]        |
| Karlheinz Schreiber                                   | CSU, zu 6 1⁄2 Jahren Haft verurteilter Rüstungslobbyist | [ 41 ] [ 42 ] |
| Dieter Holzer                                         | zu 3 1⁄2 Jahren Haft verurteilter Lobbyist | [ 39 ] [ 43 ] |
| Hilmar Kopper                                         | ehemals Vorstand Deutsche Bank, Aufsichtsrat Daimler AG, HSH Nordbank | [ 39 ]        |
| Hans-Dietrich Winkhaus                                | Manager, seit 2000 Präsident des Instituts der deutschen Wirtschaft Köln, ehemals Aufsichtsratsvorsitz Deutsche Telekom AG, Vorsitz Henkel, Mitglied INSM                                                                                         | [ 38 ]        |
| Josef Joffe                                           | Publizist und Mitherausgeber von Die Zeit |               |
| Claudia Roth                                          | ehemalige Co-Vorsitzende Bündnis 90/Die Grünen, Atlantik-Brücke-Mitglied von 2005 bis 2010 | [ 44 ]        |
| Philipp Mißfelder                                     | Vorstandsmitglied der Atlantik-Brücke, CDU, MdB, Außenpolitischer Sprecher CDU/CSU-Fraktion | [ 45 ]        |
| Richard von Weizsäcker                                | Ehrenmitglied, Regierender Bürgermeister von Berlin (1981–1984), deutscher Bundespräsident (1984–1994), Gründungsmitglied American Academy & Aspen-Institute Berlin, DGAP, Stiftung Wissenschaft und Politik                                      | [ 46 ] [ 47 ] |
| Helmut Schmidt                                        | 1974–1982 Bundeskanzler, 1972–1974 Wirtschafts- und Finanzminister, 1969–1972 Verteidigungsminister, Mitherausgeber Wochenzeitung Die Zeit, Gründungsmitglied Aspen-Institute Berlin, Gründer Deutsche Nationalstiftung                           | [ 48 ]        |
| Guido Westerwelle                                     | FDP, 2009–2013 Bundesaußenminister, ehem. FDP-Parteivorsitzender | [ 9 ]         |
| Walther Leisler Kiep                                  | Ehrenvorsitzender, ehemaliger CDU-Bundesschatzmeister, ehemaliger Aufsichtsrat VW, Atlantische Initiative, 1984–2000 Vorstandsvorsitzender der Atlantik-Brücke e. V.                                                                              |               |
| Cem Özdemir                                           | Ehemaliger Bundesvorsitzender der Partei Bündnis 90/Die Grünen | [ 49 ]        |
| Katrin Göring-Eckardt                                 | Ehemalige Vorsitzende der Bundestagsfraktion von Bündnis 90/Die Grünen, 2005–2013 Vizepräsident des Deutschen Bundestages, ausgetreten zum 31. Dezember 2013                                                                                      | [ 50 ]        |

## Frühere Vorsitzende
| Vorsitz von – bis | Name                      | Funktionen und Mitgliedschaften |
| ----------------- | ------------------------- | --- |
| 1952–1959         | Ernst Friedlaender        | 1929–1931 Co-Direktor I.G. Farben / Agfa, USA, 1934–1945 Exil in Liechtenstein, 10/1946 – 07/50 stellvertretender Chefredakteur Die Zeit, 1954–1957 Präsident Europa-Union Deutschland                                                                      |
| 1959–1961         | Arnold Bergstraesser      | Gründervater der deutschen Politikwissenschaft, 1955–1959 Direktor des Forschungsinstituts der DGAP, Präsident der Deutschen UNESCO-Kommission, Gründungsvater der außenpolitischen Denkfabrik und Politikberatung Stiftung Wissenschaft und Politik        |
| 1961–1978         | Gotthard von Falkenhausen | Seniorchef Privat- und Transaktionsbank HSBC Trinkaus & Burkhardt AG, 1960–1970 Präsident/Vizepräsident Industrie- und Handelskammer, 1960–1967 Präsident Bundesverbandes deutscher Banken (BdB)                                                            |
| 1978–1984         | Karl Klasen               | ab 1933 Deutsche Bank AG, 1946–1950 Präsident Landeszentralbank Hamburg, 1952–1969 Vorstand Deutsche Bank AG, 1970–1977 Präsident Deutsche Bundesbank |
| 1984–2000         | Walther Leisler Kiep      | ehemaliger CDU-Bundesschatzmeister, ehemaliger Aufsichtsrat VW, Atlantische Initiative, Ehrenvorsitzender Atlantik-Brücke e. V. |
| 2000–2005         | Arend Oetker              | Dr. Arend Oetker Holding GmbH & Co. KG, Mitglied Trilaterale Kommission, Präsident DGAP, INSM, Präsidium Bundesvereinigung der Deutschen Arbeitgeberverbände, Vizepräsident BDI, American Jewish Committee                                                  |
| 2005–2009         | Thomas Enders             | Präsident und Vorstandsvorsitz EADS, Aufsichtsrat BP, Council ECFR |
| 2009–2019         | Friedrich Merz            | 2000–2002 Vorsitzender der CDU/CSU-Bundestagsfraktion, 1989–1994 Mitglied des Europäischen Parlaments, 1994–2009 und erneut seit 2021 Mitglied des Deutschen Bundestages                                                                                    |
| seit 2019         | Sigmar Gabriel            | 2009–2017 SPD-Parteivorsitzender, 2017–2018 Bundesaußenminister und Vizekanzler, 2013–2017 Bundesminister für Wirtschaft und Energie, 2005–2009 Bundesminister für Umwelt, Naturschutz und Reaktorsicherheit, 1999–2003 Ministerpräsident von Niedersachsen |